# Crazy Safari
Los dioses deben estar locos III es una película estrenada en 1991, considerada como la tercera parte de la saga iniciada con la cinta Los dioses deben estar locos.
Esta película tiene como director a Billy Chan, y en el reparto de la película se puede apreciar a estrellas de Hong Kong como Lam Ching Ying y Lung Chan.
La película es también conocida como:
- Crazy Safari (título inglés en Hong Kong)
- Fei jau woh seung (título cantonés en Hong Kong)
- Los dioses deben estar locos III (traducción de su nombre alternativo en inglés)

## Sinopsis
Un vampiro chino (ancestro) que brinca hace estragos en la tribu de Xixo (N!xau), pero pronto descubren cómo manipularlo y él se convierte en una gran ayuda para ellos. Entretanto, un brujo chino, enviado por los descendientes del muerto, va en su búsqueda, junto con un inexperto representante encargado de asegurarse de que el hechicero devuelva su ancestro como él lo desea.